# Pheidole comata
Pheidole comata är en myrart som beskrevs av Smith 1858. Pheidole comata ingår i släktet Pheidole och familjen myror. Inga underarter finns listade i Catalogue of Life.